# Дроздов Олександр Михайлович
Дроздов Олександр Михайлович (народився 23 вересня 1978 року, у м. Здолбунів, Рівненської області (УРСР)) — український адвокат, доктор юридичних наук (2020), професор (2022), заслужений юрист України (2018), лауреат премії імені Ярослава Мудрого (2010), професор Університету Барселони (2022)

## Життєпис

### Ранні роки та освіта
Олександр Дроздов народився 23 вересня 1978 року у місті Здолбунів, Рівненської області, УРСР.
У 2000 році закінчив Національну юридичну академію України ім. Ярослава Мудрого за спеціальністю “правознавство”, кваліфікація юрист.
У 2004 році захистив дисертацію на здобуття наукового ступеня кандидата юридичних наук на тему “Джерела кримінально-процесуального права України”.
У 2004 році закінчив магістратуру у Харківському національному економічному університеті, отримав кваліфікацію “магістр державної служби”.
У 2020 році захистив дисертацію на здобуття наукового ступеня доктора юридичних наук на тему “Провадження за нововиявленними та виключними обставинами у кримінальному процесі України: теорія та практика в контексті європейських стандартів здійснення правосуддя”.

### Юридична діяльність
З 2001 року — головний спеціаліст-юрисконсульт відділу мобілізаційної та кадрової роботи в головному управлінні економіки Харківської облдержадміністрації. Секретар робочої групи при облдержадміністрації по ліквідації Акціонерного комерційного Агропромбанку «Україна». Юрисконсульт АТ «НПК-холдинг».
У 2007 році отримав свідоцтво про право на зайняття адвокатською діяльністю. У тому ж році обраний членом Харківського регіонального відділення Спілки адвокатів України, членом Асоціації правників України.
З 2012 по 2014 рік був секретарем Ради адвокатів Харківської області.
З 2015 по 2019 рік — голова Вищої кваліфікаційно-дисциплінарної комісії адвокатури.
З 2019 року — голова комітету з питань безоплатної правової допомоги, який діє в складі НААУ.
З 2019 року - член Науково-консультативних рад при Конституційному Суді Украіни та Верховному Суді
З 2019 року — Заступник Голови Галузевої експертної ради Національного агентства із забезпеечення якості вищої осівти з галузі знань 08 "Право". З квітня 2022 року — Голова цієї  Галузевої експертної ради
У 2019 році — член Вищої кваліфікаційної комісії суддів України, Комісії з питань вищого корпусу державної служби в системі правосуддя при Вищій раді правосуддя.
З 2019 року член Комісії з питань правової реформи при Президентові України.
У 2020 році був національним консультантом проєкту Ради Європи «Подальша підтримка виконання Україною рішень в контексті статті 6 Європейської конвенції з прав людини».
Керівник та член Центру підвищення кваліфікації Спілки адвокатів України, Олександр Дроздов був національним консультантом РЄ та ОБСЄ з питань посилення можливостей адвокатів і правозахисників щодо реалізації на національному рівні положень Європейської конвенції з прав людини та Європейської соціальної хартії.
З жовтня 2024 року - член Апеляційної палати Національного агентства забезпечення якості вищої освіти 

### Викладацька та наукова діяльність
У 2008 році отримав вчене звання доцента кафедри кримінального процесу Національної юридичної академії ім. Ярослава Мудрого.
У 2011 році став докторантом кафедри кримінального процесу Національної юридичної академії ім. Ярослава Мудрого.
З 2015 по  2019 роки — перший проректор Вищої школи адвокатури.
У 2016 році обраний президентом Спілки адвокатів України., однак склав свої повноваження у 2022 році.
З 2018 року — професор кафедри міжнародного права факультету міжнародних відносин Національного авіаційного університету.
Олександр Дроздов є автором понад 150 наукових праць з питань кримінального процесу, практики Європейського суду з прав людини, адвокатури та адвокатської діяльності, співавтором підручників з кримінального процесу. Понад 300 публікацій Дроздова розміщені в електронних та паперових ЗМІ.
У 2016 році співавтор та науковий редактор разом з академіком О. Д. Святоцьким та проректором Вищої школи адвокатури, професором Р. О. Стефанчуком видання «Кваліфікаційний (адвокатський) іспит» у 17 книгах.
Співавтор Великої української юридичної енциклопедії : у 20 т. Т. 19 : Кримінальний процес, судоустрій, прокуратура та адвокатура.  Харків / редкол.: В. Т. Нор (голова) та ін. ; Нац. акад. прав. наук України ; Ін-т держави і права ім. В. М. Корецького НАН України ; Нац. юрид. ун-т ім. Ярослава Мудрого.  2020. 960 с.
Автор та співавтор численних перекладів українською мовою рішень Європейського суду з прав людини та тематичних довідників з практики Страсбурзького суду.
Співавтор підручників та навчально-методичних посібників з кримінального процесу. У 2024 році - спіавтор підручника Особливі порядки кримінального провадження
Постійний учасник міжнародних наукових конференцій, семінарів для адвокатів, науково-практичних семінарів для працівників прокуратури та СБУ.
Член редакційних колегій фахових юридичних журналів "Право України", “Світ науки та освіти” (The World of Science and Education).
З 2022 року - професор Університету Барселони (Королівство Іспанія) 

## Судові справи
- 2007—2009 рр. — справа «Кернес та Гаркавих»,[19] в якому А. Дроздов представляв інтереси Геннадія Кернеса[20] про спростування недостовірної інформації. Справа дійшла до Верховного Суду.
- 2008 р. — справа «Міськрада проти СБУ», яка завершилася на користь М. Добкіна і Г. Кернеса.[21]

## Нагороди
- 2018 — Заслужений юрист України;[22]
  - Подяка Командувача підготовки Повітряних Сил Збройних Сил України за вагомий внесок у зміцнення Повітряних Сил Збройних Сил України під час відсічі збройної агресії російської федерації проти України (2023)
  - Почесна грамота Верховного Суду з врученням пам´ятного знака з нагоди Дня Української Державності, враховуючи сумлінну та плідну працю, вагомий особистий внесок у забезпечення діяльності Верховного Суду (2023).
  - Захисник адвокатури України – нагрудний знак Національної асоціації адвокатів України (2021).
  - Подяка Національного агентства із забезпечення якості вищої освіти (2021).
  - Подяка Голови Національної асоціації адвокатів України (2020).
  - Почесна відзнака Національного університету «Одеська юридична академія» II ступеня (2019).
  - Почесна відзнака Національної асоціації адвокатів України — за сприяння розвитку та зміцнення адвокатури в Україні (2016).
  - Медаль «За заслуги у розвитку адвокатури» — відзнака Спілки адвокатів України за видатні особисті заслуги у громадській діяльності по встановленню і розвитку незалежної адвокатури України, підвищенні її правозахисної ролі (2015).
  - Подяка Національної асоціації адвокатів України за сприяння розвитку та зміцнення адвокатури в Україні (2014).
  - Орден «Видатний адвокат України» – найвища нагорода Національної асоціації адвокатів України (2013).
  - Лауреат премії імені Ярослава Мудрого за підготовку і видання підручника «Кримінальний процес» для студентів юридичних спеціальностей вищих закладів освіти (2010).

## Особисте життя
Одружений.
Батько двох синів і доньки.